# معاشات اجتماعية
المعاشات الاجتماعية (المعروفة أيضًا باسم رواتب التقاعد غير القائمة على المساهمات) هي تحويلات نقدية منتظمة إلى كبار السن. وتعتمد الأهلية على العمر والجنسية/الإقامة، وأحيانًا على وسائل أخرى مثل الدخل أو الأصول أو رواتب التقاعد الأخرى. وتمتلك أكثر من 80 دولة في العالم شكلاً من أشكال المعاشات الاجتماعية، بالرغم من أن وضعها يختلف اختلافًا كبيرًا.

## وصلات خارجية
- Pension watch (HelpAge International)
- Social pensions (Global Ageing)
- Social pensions Part I : their role in the overall pension system